# Khiyam
Al-Khiyam (em árabe: الخيام ; às vezes escrito Khiam) é uma cidade e município na província de Nabatieh, no sul do Líbano.

## Etimologia
Segundo Edward Henry Palmer, o Khiyam significa tendas. Muhammad Qubaisi, autor de um livro sobre o sul do Líbano, escreve que, de acordo com o Torá, Jacó mudou sua família e seu gado para a planície de Al-Khiam, onde moraram em tendas.

## História

### Período otomano
Em 1596, a vila de Hiyam era uma nahiya (subdistrito) otomana de Tibnin, sob o distrito de Safed, com uma população de 111 famílias muçulmanas e 7 celibatos. Os aldeões pagavam um imposto sobre trigo, a cevada, e outros produtos ; um total de 6.914 akçe.
Em 1881, o Survey of Western Palestine (SWP) descreveu-o como: "Uma aldeia, a nordeste do Merj Ayun, construída em pedra, contendo cerca de 300 cristãos e 200 drusos. Contém um lugar sagrado muçulmano redondo e branco e uma igreja moderna. Está situado num cume baixo, rodeado por figueiras, oliveiras e terras aráveis. O abastecimento de água provém de três cisternas escavadas na rocha, um birket e da boa nascente de 'Ain ed Derdarah."

### Mandato francês
O município foi estabelecido em 1928 durante o Mandato Francês. O primeiro conselho municipal foi dissolvido em 1931.

### Pós-independência
Durante a década de 1990, Al-Khiam foi o local do Centro de Detenção de Khiam, operado pelo Exército do Sul do Líbano durante a ocupação israelense. Civis muçulmanos libaneses foram expostos à tortura por agentes israelitas e libaneses neste campo e enfrentaram detenção por tempo indeterminado após serem presos.
A cidade viu um grande confronto entre o exército israelense e os combatentes do Hezbollah na Guerra do Líbano de 2006, durante o qual um posto das Nações Unidas foi bombardeado pelo exército israelense. As forças israelenses e o Hezbollah entraram em confronto na área novamente em junho de 2024, com caças e ataques de artilharia.

## Demografia
Em 2014, os muçulmanos representavam 93,17% e cristãos 6,48% dos eleitores registrados em Al-Khiyam. 91,29% eram muçulmanos xiitas.